# Bent Falbert
Bent Falbert (født 22. marts 1947 i København) er en dansk journalist, der fra 1988 til 2010 var ansvarshavende chefredaktør på Ekstra Bladet.
Efter at have forladt chefredaktørposten, skal Bent Falbert efter planen fortsat skrive "Falberts Gabestok" hver søndag, ligesom han vil forsøge at styre "De gamle, vrisne mænd" på bagsiden af bladet.
Efter studentereksamen læste Falbert jura, men skiftede til journalistikken og blev i 1967 elev på Dagbladet Roskilde. Siden 1971 har han været ansat ved Ekstra Bladet, først som politisk reporter, senere som lederskribent (fra 1973), som kulturredaktør (1980-1982) og politisk redaktør og ansvarlig for ledersiden i avisen (1982-1985). I 1985 blev han politisk-økonomisk chefredaktør og i 1988 blev han avisens ansvarshavende chefredaktør.
Hans stilling som ansvarshavende chefredaktør varede frem til 31. marts 2010, hvor den daværende ledende chefredaktør Poul Madsen tog over.
Falbert er kendt for sin bramfrie stil og har ofte forsvaret avisens 'Tør hvor andre tier'-linje offentligt – blandt andet i over 400 retssager på baggrund af artikler i avisen.
Den 6. oktober 1998 skrev Ekstra Bladet en artikel med en række beskyldninger mod erhvervsmanden Peter Forchhammer.
Forchhammer stævnede Ekstra Bladet for injurier, og med Falbert som chefredaktør indgik Ekstra Bladet et usædvanligt forlig med Forchhammer, som har betydet at avisen skal betale 25.000 kroner hver gang Forchhammers navn nævnes i avisen.
Falbert fortrød senere forliget.
I sine unge år var Falbert medlem af Venstres Ungdom
Han skrev bøgerne Kongerækken - forfra og bagfra (2008), om de danske konger, og 41 statsministre - fra oven af og nedefter (2011), om de danske statsministre siden enevældens afslutning, begge med illustrationer af Morten Ingemann.